# طلا تری‌یدید
طلا یدید(AuI 3) یک ترکیب شیمیایی با فرمول Au I 3  است. اگرچه پیش‌بینی شده است که Au2I6 یک ترکیب پایدار باشد، طلا (III) یدید یک ترکیب ناپایدار است. تلاش برای جداسازی نمونه‌های خالص منجر به تشکیل طلا (I) یدید و ید می‌شود:
AuI 3 → AuI + I 2
این ماده به‌طور بالقوه می‌تواند از واکنش جابجایی یک ترکیب هگزایدید و طلا (III) اکسید ایجاد شود. M عنصری با حالت اکسیداسیون +۶ خواهد بود. 
MI 6 + Au 2 O 3 → MeO 3 + Au 2 I 6